# Кукморский район
Ку́кморский райо́н (тат. Кукмара районы) — административно-территориальная единица и муниципальное образование (муниципальный район) в составе Республики Татарстан Российской Федерации. Район расположен в северо-западной части Республики Татарстан. Административный центр — город Кукмор. Численность населения на начало 2020 года составила 51 567 человек.
Изначально рабочий посёлок с названием Завод Кукмор — он образовался около предприятия, обрабатывающего месторождение медной руды. Впоследствии здесь основали металлоплавильный завод. С 2015 года на территории поселения функционирует одноимённый промышленный парк, а сам посёлок Кукмор в 2017-м получил статус города. На 2020 год в районе три градообразующих предприятия.

## География
Кукморский район расположен в северо-западной части Западного Прикамья, на правобережье реки Вятка, его площадь составляет 1493,1 км², 70,4 % от общей площади территории занимают земли сельскохозяйственного назначения. На северо-западе район граничит с Балтасинским, на западе его сосед — Сабинский район, на юге — Тюлячинский и Мамадышский районы Татарстана, на юго-востоке — Кизнерский район (Удмуртия), на востоке — Вятскополянский район (Кировская область), на севере — Малмыжский район (Кировская область). Административный центр — город Кукмор, расположен на реке Нурминка и находится на расстоянии 115 км к северо-востоку от Казани.
По территории района протекают малые и средние реки: Любянка, Бурец, Ошторма — притоки Вятки, Нурминка и Кия — притоки Оштормы. Леса района входят в зону смешанных (лесистость 12 %), а сам рельеф местности представляет собой волнистую равнину с возвышенностями. При высоте отдельных частей территории района от 100 до 170 м над уровнем моря, некоторые её части достигают до 260 м абсолютной высоты. Территория района соседствует с Предуральем, а точнее Можгинской возвышенностью. Исключение составляет лишь граница с Кировской областью, которая на небольшом протяжении проходит по реке Вятка. Климат Кукморского района умеренно континентальный. Зимы затяжные и холодные (до −40˚), отрицательные температуры воздуха начинаются в ноябре и длятся до начала марта. Средние температуры января −14˚, июля +19˚. Количество осадков не более 450 мм в год.

## Герб и флаг
Современный герб Кукморского района утверждён решением муниципального совета 3 ноября 2006 года. На красном фоне изображено зелёное трёхгорье в золотой окантовке — оно символизирует природу района. Золотые ветви, которые обрамляют склоны горы, указывают на уникальный памятник природы «Кукморская гора», а также напоминают о главном направлении района — металлургическом производстве. В центре символики изображены валенки как знак валяльно-обувного промысла, известного в районе с давних времён. Голубая полоса сверху герба символизирует честь, благородства, духовность, небесные просторы и водные потоки. Флаг Кукморского района был утверждён позднее — 26 января 2007 года. Он повторяет изображение герба и представляет собой прямоугольное красное полотнище, вдоль верхнего края которого расположена голубая полоса в 5/18 ширины полотнища.

## История

### Предыстория
Территория современного Кукморского района с XV века до начала XVIII веков входила в Арскую даругу Казанского ханства, а затем в состав одноимённого уезда. Посёлок Завод Кукмор образовали в XVII веке рядом с месторождением медной руды. Добычу металла организовали русские мастеровые. В XVIII веке спрос на медную руду существенно вырос, и купец Абсалямов открыл в посёлке завод. Во время восстания Пугачёва он снабжал оружием бунтовщиков, так как рабочих не устраивали условия труда, и они ожидали победы мятежников. Из-за этого производство закрыли до начала XIX века. С 1781-го северная часть Кукморского района относилась к Кошкинской и Сардыкбашской волостям Малмыжского уезда Вятской губернии. Во время Отечественной войны 1812 года Кукморский завод также снабжал добровольцев. В 1830 году значительную часть рабочих увезли на Урал для работы на другом предприятии, вскоре в Кукморе истощились запасы меди, и завод окончательно пришёл в упадок. В 1851 году предприятие сгорело и не было отстроено. Примерно в то же время село переименовали в Большой Кукмор, а на месте старого завода открыли частную фабрику по производству медной посуды. В 1900 году в Кукморе работало три паровые фабрики валяной, бурочной и всяких сортов обуви. В селе Кукмор развивались фабрики с новейшим технологическим оборудованием: использовались паровые машины и электричество, фабричные конторы переговаривались посредством телефонов, имелась своя почтово-телеграфная станция. В 1901 году в селе на средства земства была открыта больница на 20 коек.
С 1920 по 1930 годы территория современного района находилась в Мамадышском и Арском кантонах (до этого была в составе Мамадышского уезда Казанской губернии). После упразднения кантонов ТАССР 10 августа 1930 года был организован Кукморский район. 1 февраля 1963 его расформировали, а его земли перешли в Сабинский район, однако уже 12 января 1965 года район восстановили с современными границами.

### Современность
С 2006 по 2014 годы район возглавлял Рауиль Рахматуллин. Он перешёл на должность депутата республиканского парламента, а его место в 2015 году занял Сергей Димитриев и остаётся руководителем на 2020 год.
В ноябре 2016 года в посёлке Кукмор прошёл референдум о присвоении посёлку статуса города. Последний раз вопрос о преобразовании населённого пункта поднимали в 1985 году, но его решение отложили на будущее. В апреле 2017 года Кукмор официально стал 24-м городом Республики Татарстан.

## Население
На начало 2020 года в Кукморском районе проживают 50 840 человек. По национальному составу население (из числа указавших национальность по переписи 2020 года) разделяется следующим образом: 79,4 % татар, 5,7 % русских, 12,6 % удмуртов, 1,1 % марийцев и 1,2 % других национальностей.
| 2002    | 2003    | 2004    | 2005    | 2006    | 2007    | 2008    |
| ------- | ------- | ------- | ------- | ------- | ------- | ------- |
| 53 691  | ↘53 000 | ↗53 100 | ↘52 413 | ↘52 352 | ↘52 252 | ↘52 142 |
| 2009    | 2010    | 2011    | 2012    | 2013    | 2014    | 2015    |
| →52 142 | ↘52 021 | ↘51 990 | ↘51 644 | ↘51 575 | ↘51 468 | ↘51 349 |
| 2016    | 2017    | 2018    | 2019    | 2021    |         |         |
| ↘51 319 | ↘51 114 | ↘50 893 | ↘50 852 | ↗51 693 |         |         |

## Муниципально-территориальное устройство
В Кукморском районе образованы 1 городское и 29 сельских поселений, всего 123 населённых пункта.
| №        | Муниципальное образование              | Административный центр      | Количество населённых пунктов | Население | Площадь, км² |
| -------- | -------------------------------------- | --------------------------- | ----------------------------- | --------- | ------------ |
| 1e-06    | Городские поселения                    |                             |                               |           |              |
| 1        | город Кукмор                           | город Кукмор                | 1                             | ↗17 886   |              |
| 1.000002 | Сельские поселения                     |                             |                               |           |              |
| 2        | Байлянгарское сельское поселение       | село Байлянгар              | 4                             | ↘1080     |              |
| 3        | Березнякское сельское поселение        | село Березняк               | 5                             | ↗746      |              |
| 4        | Большекукморское сельское поселение    | село Большой Кукмор         | 4                             | ↗2822     |              |
| 5        | Большесардекское сельское поселение    | село Большой Сардек         | 6                             | ↘3436     |              |
| 6        | Важашурское сельское поселение         | деревня Починок Сутер       | 5                             | ↘888      |              |
| 7        | Каенсарское сельское поселение         | село Каенсар                | 1                             | ↘355      |              |
| 8        | Каркаусское сельское поселение         | село Каркаусь               | 4                             | ↘853      |              |
| 9        | Кошкинское сельское поселение          | село Кошкино                | 2                             | ↘1015     |              |
| 10       | Лельвижское сельское поселение         | село Лельвиж                | 1                             | ↘508      |              |
| 11       | Лубянское сельское поселение           | село Лубяны                 | 3                             | ↘1561     |              |
| 12       | Мамаширское сельское поселение         | село Мамашир                | 2                             | ↘786      |              |
| 13       | Манзарасское сельское поселение        | село Манзарас               | 4                             | ↗2110     |              |
| 14       | Нижнеискубашское сельское поселение    | село Нижний Искубаш         | 5                             | ↘974      |              |
| 15       | Нижнерусское сельское поселение        | село Нижняя Русь            | 5                             | ↘748      |              |
| 16       | Ныртинское сельское поселение          | посёлок Ныртинского совхоза | 3                             | ↘832      |              |
| 17       | Нырьинское сельское поселение          | село Нырья                  | 9                             | ↘1381     |              |
| 18       | Олуязское сельское поселение           | село Олуяз                  | 4                             | ↗1510     |              |
| 19       | Ошторма-Юмьинское сельское поселение   | деревня Старая Юмья         | 7                             | ↘1410     |              |
| 20       | Починок-Кучуковское сельское поселение | село Починок Кучук          | 8                             | ↘1028     |              |
| 21       | Псякское сельское поселение            | село Псяк                   | 3                             | ↘705      |              |
| 22       | Сардекбашское сельское поселение       | село Сардек-Баш             | 7                             | ↘1240     |              |
| 23       | Село-Чуринское сельское поселение      | село Село-Чура              | 5                             | ↘1343     |              |
| 24       | Среднекуморское сельское поселение     | село Средний Кумор          | 4                             | ↘1013     |              |
| 25       | Туембашское сельское поселение         | село Туембаш                | 2                             | ↗701      |              |
| 26       | Уркушское сельское поселение           | село Уркуш                  | 5                             | ↘567      |              |
| 27       | Чарлинское сельское поселение          | село Чарли                  | 4                             | ↘612      |              |
| 28       | Ядыгерьское сельское поселение         | село Ядыгерь                | 4                             | ↗1028     |              |
| 29       | Яныльское сельское поселение           | село Яныль                  | 3                             | ↘1423     |              |
| 30       | Ятмас-Дусаевское сельское поселение    | село Ятмас Дусай            | 4                             | ↘465      |              |

| №   | Населённый пункт    | Тип                               | Население | Муниципальное образование              |
| --- | ------------------- | --------------------------------- | --------- | -------------------------------------- |
| 1   | Адаево              | село                              | 465       | Большесардекское сельское поселение    |
| 2   | Аман-Ошторма        | деревня                           | 102       | Березнякское сельское поселение        |
| 3   | Арпаяз              | деревня                           | 185       | Псякское сельское поселение            |
| 4   | Асан-Елга           | деревня                           | 375       | Псякское сельское поселение            |
| 5   | Аш-Бузи             | деревня                           | 743       | Большесардекское сельское поселение    |
| 6   | Байлянгар           | село                              | 681       | Байлянгарское сельское поселение       |
| 7   | Бакчасарай          | посёлок                           | 91        | Сардекбашское сельское поселение       |
| 8   | Балды-Кня           | деревня                           | 148       | Нырьинское сельское поселение          |
| 9   | Балыклы             | деревня                           | 384       | Олуязское сельское поселение           |
| 10  | Березняк            | село                              | 356       | Березнякское сельское поселение        |
| 11  | Биерь               | посёлок                           | 9         | Яныльское сельское поселение           |
| 12  | Битлянгур           | деревня                           | 315       | Нижнеискубашское сельское поселение    |
| 13  | Большой Кукмор      | село                              | 1986      | Большекукморское сельское поселение    |
| 14  | Большой Сардек      | село                              | 1019      | Большесардекское сельское поселение    |
| 15  | Бурсык-Елга         | деревня                           | 136       | Каркаусское сельское поселение         |
| 16  | Важашур             | село                              | 117       | Важашурское сельское поселение         |
| 17  | Вахитово            | село                              | 811       | Яныльское сельское поселение           |
| 18  | Верхний Арбаш       | деревня                           | 283       | Уркушское сельское поселение           |
| 19  | Верхний Искубаш     | село                              | 218       | Нижнеискубашское сельское поселение    |
| 20  | Верхний Казаклар    | деревня                           | 151       | Олуязское сельское поселение           |
| 21  | Верхний Китяк       | посёлок                           | 26        | Сардекбашское сельское поселение       |
| 22  | Верхний Кузмесь     | деревня                           | 313       | Нырьинское сельское поселение          |
| 23  | Верхний Кумор       | деревня                           | 335       | Среднекуморское сельское поселение     |
| 24  | Верхний Шемордан    | деревня                           | 172       | Ядыгерьское сельское поселение         |
| 25  | Верхняя Ошторма     | деревня                           | 2         | Березнякское сельское поселение        |
| 26  | Верхняя Шунь        | село                              | 293       | Важашурское сельское поселение         |
| 27  | Верхняя Юмья        | деревня                           | 230       | Ошторма-Юмьинское сельское поселение   |
| 28  | Вильмон             | посёлок                           | 22        | Ошторма-Юмьинское сельское поселение   |
| 29  | Жилой Рудник        | посёлок                           | 252       | Большекукморское сельское поселение    |
| 30  | Иске-Юрт            | деревня                           | 167       | Большекукморское сельское поселение    |
| 31  | Иштуган             | деревня                           | 83        | Нырьинское сельское поселение          |
| 32  | Каенлык             | деревня                           | 129       | Сардекбашское сельское поселение       |
| 33  | Каенсар             | село                              | ↘360      | Каенсарское сельское поселение         |
| 34  | Камышлы             | деревня                           | 293       | Березнякское сельское поселение        |
| 35  | Кара-Елга           | посёлок                           | 82        | Большесардекское сельское поселение    |
| 36  | Каркаусь            | село                              | 354       | Каркаусское сельское поселение         |
| 37  | Качимир             | деревня                           | 364       | Манзарасское сельское поселение        |
| 38  | Кашкара             | село                              | 2         | Починок-Кучуковское сельское поселение |
| 39  | Киндер Куль         | деревня                           | 398       | Манзарасское сельское поселение        |
| 40  | Кня-Баш             | село                              | 339       | Починок-Кучуковское сельское поселение |
| 41  | Княгор              | деревня                           | 134       | Починок-Кучуковское сельское поселение |
| 42  | Копки               | село                              | 526       | Большесардекское сельское поселение    |
| 43  | Кошкино             | село                              | 876       | Кошкинское сельское поселение          |
| 44  | Красные Горы        | деревня                           | 104       | Нижнеискубашское сельское поселение    |
| 45  | Красный Октябрь     | деревня                           | 28        | Починок-Кучуковское сельское поселение |
| 46  | Красный Цветок      | деревня                           | 67        | Нырьинское сельское поселение          |
| 47  | Кукмор              | город, административный центр     | ↗17 886   | город Кукмор                           |
| 48  | Куркино             | деревня                           | 90        | Нырьинское сельское поселение          |
| 49  | Кушкет-Баш          | деревня                           | 3         | Село-Чуринское сельское поселение      |
| 50  | Лельвиж             | село                              | ↗515      | Лельвижское сельское поселение         |
| 51  | Лубяны              | село                              | ↗1800     | Лубянское сельское поселение           |
| 52  | Люга                | село                              | 403       | Манзарасское сельское поселение        |
| 53  | Люгдон              | посёлок                           | 12        | Нижнерусское сельское поселение        |
| 54  | Малая Чура          | село                              | 239       | Село-Чуринское сельское поселение      |
| 55  | Мамашир             | село                              | 792       | Мамаширское сельское поселение         |
| 56  | Манзарас            | село                              | 864       | Манзарасское сельское поселение        |
| 57  | Маскара             | село                              | 229       | Кошкинское сельское поселение          |
| 58  | Нижний Арбаш        | деревня                           | 101       | Уркушское сельское поселение           |
| 59  | Нижний Искубаш      | село                              | 424       | Нижнеискубашское сельское поселение    |
| 60  | Нижний Казаклар     | деревня                           | 153       | Олуязское сельское поселение           |
| 61  | Нижний Кузмесь      | деревня                           | 129       | Нырьинское сельское поселение          |
| 62  | Нижний Кумор        | деревня                           | 475       | Среднекуморское сельское поселение     |
| 63  | Нижняя Русь         | село                              | 228       | Нижнерусское сельское поселение        |
| 64  | Новая Чабья         | деревня                           | 65        | Ныртинское сельское поселение          |
| 65  | Новое Никольское    | деревня                           | 2         | Нижнеискубашское сельское поселение    |
| 66  | Новый Каенсар       | деревня                           | 225       | Важашурское сельское поселение         |
| 67  | Новый Кумор         | деревня                           | 156       | Ошторма-Юмьинское сельское поселение   |
| 68  | Новый Сардек        | село                              | 233       | Сардекбашское сельское поселение       |
| 69  | Нурмабаш            | деревня                           | 97        | Байлянгарское сельское поселение       |
| 70  | Ныртинского совхоза | посёлок                           | 703       | Ныртинское сельское поселение          |
| 71  | Нырья               | село                              | 227       | Нырьинское сельское поселение          |
| 72  | Октябрино           | посёлок                           | 8         | Уркушское сельское поселение           |
| 73  | Олуяз               | село                              | 840       | Олуязское сельское поселение           |
| 74  | Ошторма Юмья        | село                              | 323       | Ошторма-Юмьинское сельское поселение   |
| 75  | Первое Мая          | посёлок                           | 30        | Ятмас-Дусаевское сельское поселение    |
| 76  | Плаксиха            | деревня                           | 19        | Чарлинское сельское поселение          |
| 77  | Поршур              | деревня                           | 262       | Село-Чуринское сельское поселение      |
| 78  | Постников Починок   | посёлок                           | 14        | Чарлинское сельское поселение          |
| 79  | Починок Кучук       | село                              | 403       | Починок-Кучуковское сельское поселение |
| 80  | Починок Сутер       | деревня                           | 284       | Важашурское сельское поселение         |
| 81  | Починок-Шемордан    | деревня                           | 230       | Ядыгерьское сельское поселение         |
| 82  | Псяк                | село                              | 156       | Псякское сельское поселение            |
| 83  | Пчеловод            | деревня                           | 242       | Село-Чуринское сельское поселение      |
| 84  | Сабанчино           | деревня                           | 141       | Нырьинское сельское поселение          |
| 85  | Саз-Тамак           | деревня                           | 300       | Байлянгарское сельское поселение       |
| 86  | Саз-Тамак           | посёлок железнодорожного разъезда | 16        | Байлянгарское сельское поселение       |
| 87  | Салтык-Ерыкла       | деревня                           | 96        | Каркаусское сельское поселение         |
| 88  | Сардаусь            | деревня                           | 39        | Ошторма-Юмьинское сельское поселение   |
| 89  | Сардек-Баш          | село                              | 247       | Сардекбашское сельское поселение       |
| 90  | Село-Чура           | село                              | 622       | Село-Чуринское сельское поселение      |
| 91  | Сердоусь            | село                              | 56        | Лубянское сельское поселение           |
| 92  | Синерь              | посёлок                           | 10        | Починок-Кучуковское сельское поселение |
| 93  | Средний Кумор       | село                              | 248       | Среднекуморское сельское поселение     |
| 94  | Старая Кня          | село                              | 199       | Починок-Кучуковское сельское поселение |
| 95  | Старая Кня-Юмья     | село                              | 372       | Нырьинское сельское поселение          |
| 96  | Старая Уча          | деревня                           | 239       | Нижнерусское сельское поселение        |
| 97  | Старая Юмья         | деревня                           | 646       | Ошторма-Юмьинское сельское поселение   |
| 98  | Старый Каенсар      | деревня                           | 111       | Важашурское сельское поселение         |
| 99  | Студёный Ключ       | деревня                           | 68        | Среднекуморское сельское поселение     |
| 100 | Тамаево             | деревня                           | 72        | Мамаширское сельское поселение         |
| 101 | Танькино            | деревня                           | 43        | Нижнерусское сельское поселение        |
| 102 | Тарлау              | деревня                           | 148       | Ядыгерьское сельское поселение         |
| 103 | Татарская Тулба     | деревня                           | 416       | Чарлинское сельское поселение          |
| 104 | Ташлы-Елга          | село                              | 390       | Каркаусское сельское поселение         |
| 105 | Трыш                | деревня                           | 255       | Сардекбашское сельское поселение       |
| 106 | Туембаш             | село                              | 593       | Туембашское сельское поселение         |
| 107 | Туркаш              | село                              | 270       | Ныртинское сельское поселение          |
| 108 | Тямле Чишма         | посёлок                           | 1         | Березнякское сельское поселение        |
| 109 | Уразаево            | деревня                           | 258       | Сардекбашское сельское поселение       |
| 110 | Уркуш               | село                              | 246       | Уркушское сельское поселение           |
| 111 | Урясьбаш            | село                              | 327       | Нижнерусское сельское поселение        |
| 112 | Филипповка          | посёлок                           | 73        | Ошторма-Юмьинское сельское поселение   |
| 113 | Хасановка           | посёлок                           | 12        | Уркушское сельское поселение           |
| 114 | Чарли               | село                              | 273       | Чарлинское сельское поселение          |
| 115 | Челны               | деревня                           | 134       | Туембашское сельское поселение         |
| 116 | Чигайка             | деревня                           | 35        | Починок-Кучуковское сельское поселение |
| 117 | Чишма-Баш           | село                              | 732       | Большесардекское сельское поселение    |
| 118 | Чулыгино            | село                              | 3         | Лубянское сельское поселение           |
| 119 | Шепшенар            | деревня                           | 147       | Ятмас-Дусаевское сельское поселение    |
| 120 | Ядыгерь             | село                              | 497       | Ядыгерьское сельское поселение         |
| 121 | Ямбулат-Пустошь     | деревня                           | 26        | Ятмас-Дусаевское сельское поселение    |
| 122 | Янцобино            | село                              | 329       | Большекукморское сельское поселение    |
| 123 | Яныль               | село                              | 588       | Яныльское сельское поселение           |
| 124 | Ятмас Дусай         | село                              | 348       | Ятмас-Дусаевское сельское поселение    |

## Экономика

### Промышленность
Порядка 44 % валового территориального продукта района составляет промышленный сектор. Ключевые виды деятельности: производство литой посуды, валяльной и войлочной обуви, строительных материалов, пищевых напитков и продуктов, лёгкая промышленность. В 2020 году в районе за январь-сентябрь отгружено товаров собственного производства на 3 млрд 7 млн рублей. Наиболее крупными промышленными предприятиями в районе являются Кукморский валяльно-войлочный комбинат, Кукморский завод металлопосуды, Кукморская швейная фабрика.
Один из крупнейших заводов района — «Кукморский завод металлопосуды» — был открыт в 1967 году на базе старого медеплавильного предприятия, основанного в селе купцом Семёном Еремеевым-Иноземцевым. Предприятие специализируется на производстве литой толстостенной посуды, в том числе антипригарной. В 2016-м продукция, производимая заводом, составляла более 60 % всей алюминиевой посуды, производимой на российском рынке. В 2017-м, на заводе работало 800 человек. Выручка завода в 2018 году составила 2,16 млрд рублей, чистая прибыль — 262,2 млн рублей. Предприятие вошло в топ-100 «Лучших товаров и услуг РТ 2019».
На Кукморском валяльно-войлочном комбинате производится 70 % валяной обуви Республики Татарстан. Прибыль предприятия в 2014 году составила 75 млн рублей.

### Сельское хозяйство
В районе возделываются озимая рожь, яровая пшеница, ячмень, овёс, горох, картофель. Главные отрасли животноводства — молочно-мясное скотоводство, свиноводство. Общая площадь сельскохозяйственных угодий составляет 90 565 га, из них пашни — 76 200 га. Крупные районные сельхозпредприятия — кооперативы имени Вахитова и «Урал», компания «Восток».
Кукморский район считается лидером в Республике по производству молока. В 2018 году в здесь перерабатывали 230 тонн в сутки, что составляло 7 % всего татарстанского молока, через два года — 300 тонн, за что президент республики Рустам Минниханов наградил район орденом «За заслуги перед Республикой Татарстан». Республика озвучивала план выйти на обороты 500 тонн в сутки.
С 2020 года в селе Вахитово ведётся строительство мегафермы на 960 голов, на работы выделено более 460 млн рублей. Проект предусматривает производство 8640 тонн молока в год. В этот же период в деревне Верхний Кузмесь идёт строительство аналогичного хозяйства на 1500 дойных коров. Здесь на возведение фермы выделено 930 млн рублей. Окончание работ намечено на 2022 год.
Валовая продукция сельского хозяйства района за январь-июнь 2020 году принесла 1 млрд 819 млн рублей.

### Инвестиционный потенциал
С 2015 года в Кукморе действует одноимённый промышленный парк площадью 36 га. Основными резидентами являются производственные предприятия промышленного сегмента: «Расплав», «Сафия», «Волга», «Бозкурт». В парке предусмотрены льготы — освобождение от земельного и имущественного налогов на 10 лет, готовая инфраструктура, дороги и электроэнергия по льготной цене. К 2026 году власти района планируют разместить в парке не менее 19 резидентов с созданием более 520 рабочих мест, что обеспечит налоговые поступления в бюджеты всех уровней размере 253,9 млн рублей в год. Главным резидентом парка должен стать филиал завод «Металлопосуды».
В Кукморском районе действуют ещё три промышленные площадки: «Равновесие» занимает птицеферма на 1000 голов, на промплощадке «Стройком» размещены предприятия по производству профнастила, пенополистирола, стеновых и кровельных сэндвич-панелей, четыре резидента занимают площадку «Северо-Восток».
Согласно прогнозу руководства, объём инвестиций в основной капитал района к 2021 году должен достигать 4,31 млрд руб. В первом полугодии 2020-го сумма инвестиций составила почти 2 млн рублей. В 2020 году общий объём инвестиций, вложенных в основной капитал без учёта бюджетных средств, составил 1 млрд 676 млн рублей.

### Транспорт
Основные автомобильные дороги Кукморского района: 33Р-002 «Киров — Малмыж — Вятские Поляны» и её продолжение Вятские Поляны — Кукмор — Мамадыш (выход на М-7), Кукмор — Яныль — Шемордан (на Богатые Сабы, Тюлячи, Казань), Яныль — Балтаси (на Арск, Казань). На начало 2019 года протяжённость автомобильных дорог района составила 396,164 км. В районе проходит железнодорожная магистраль федерального значения «Москва — Екатеринбург». Пристань Лубяны находится на реке Вятке. Районный центр Кукмор расположен в 120 км от Казани. С 2016 года в районе ведётся работа по увеличению пропускной способности основных улиц, для этого разработана концепция, которая до 2030 года подразумевает строительство новых дорог и развязок.

## Экология
На территории района расположены три природных памятника: «Кукморская гора» и реки Нурминка и Лубянка. «Кукмарскую гору», или «Зелёную жемчужину», считают основной достопримечательностью местности. Она представляет собой лесной массив на 92 га, в котором обитают 40 видов птиц, в том числе занесённых в Красную книгу Татарстана. На горе сохранились археологические находки 1999 года: неолитическое Кукморское местонахождение, средневековое селище «Зур Кукмара» и остатки поселения XIII—XVIII веков «Кукмара-1». В зимнее время «Зелёную жемчужину» используют как горнолыжную трассу.
В 2017 году активисты района боролись с масштабной несанкционированной свалкой. Её удалось ликвидировать с помощью экспертов региональной группы общественного мониторинга Общероссийского народного фронта по проблемам экологии и защиты леса совместно со старшим специалистом Северного территориального управления Министерства экологии и природных ресурсов республики. Оказалось, что все полигоны для своза мусора находятся далеко — ездить приходится через Удмуртскую Республику и Кировскую область, поэтому для узаконенной площадки был выбран полигон возле Кукмора.

## Социальная сфера
На 2019 год в систему образования Кукморского района входят 32 школы и 44 дошкольных образовательных учреждений. Дополнительное образование представлено многопрофильным учреждением, художественной школой, тремя музыкальными школами, тремя спортивными секциями и двумя клубами по интересам. В районных школах проводят разнообразные профориентационные мероприятия крупные компании, как БалаSkills, JuniorSkills или WorldSkills. В селе Лубяны находится Лесотехнический колледж, в селе Яныль — Аграрный колледж. В Кукморском районе работают один районный и 26 сельских Домов культуры, а также 43 библиотеки.
По состоянию на конец октября 2019 года, в районе находится шесть объектов культурного наследия республики, в их числе Валяльная фабрика Родигиных, построенная 1870-е. В своё время она была вторым по значению предприятием в Кукморе и вторым в губернии среди предприятий этого профиля. С 1995 года в здании расположен районный краеведческий музей, где хранится около 5000 экспонатов, в том числе предметы из археологических раскопок посёлка Кукмор, деревни Маскара и Больше-Кукморского могильника.
Народной достопримечательностью района считается работающая Водонапорная башня Владимира Шухова, возведённая в 1929 году — вторая из девяти «шуховских башен» в России.
С 2020 года в республике действует новое железнодорожное туристическое направление из Казани в Кукмор. Маршрут включает посещение основных предприятий района и их магазины с заводскими ценами, экскурсия в местный краеведческий музей, осмотр старинной Петропавловской церкви. Запуск программы приурочили к 100-летию ТАССР.